# Jean-Martin Mouloungui
Jean-Martin Mouloungui   (Gabon, 30 de novembre de 1969) és un exfutbolista del Gabon de la dècada de 1990.
Fou internacional amb la selecció de futbol del Gabon. Pel que fa a clubs, destacà a Mbilinga FC.